# Saidovina
Saidovina es un género de foraminífero bentónico de la subfamilia Siphogenerinoidinae, de la familia Siphogenerinoididae, de la superfamilia Buliminoidea, del suborden Buliminina y del orden Buliminida. Su especie tipo es Bolivina karreriana. Su rango cronoestratigráfico abarca desde el Plioceno hasta la Actualidad.

## Discusión
Clasificaciones previas incluían Saidovina en el suborden Rotaliina del orden Rotaliida.

## Clasificación
Saidovina incluye a las siguientes especies:
- Saidovina carinata
- Saidovina karreriana
- Saidovina subangularis

Otra especie considerada en Saidovina es:
- Saidovina amygdalaeformis, aceptado como Loxostomina amygdalaeformis